# Achryson foersteri
Achryson foersteri es una especie de escarabajo longicornio de la subfamilia Cerambycinae, tribu Achrysonini. Fue descrita científicamente por Bosq en 1953.
Se distribuye por Argentina, Brasil, Paraguay y Uruguay. Mide aproximadamente 9-22 milímetros de longitud. El período de vuelo de esta especie ocurre en todos los meses del año excepto en agosto.